# 히가시야마구치촌
히가시야마구치촌(東山口村)은 시즈오카현의 서부, 사야군·오가사군에 속했던 촌이다. 현재의 가케가와시에 해당한다.

## 역사
- 1889년 4월 1일 - 정촌제 시행에 의해 사야군 히가시야마구치촌이 성립하였다.
- 1896년 4월 1일 - 군 개편에 의해 오가사군으로 변경되었다.
- 1954년 3월 31일 - 가케가와정에 편입해, 동일 히가시야마구치촌은 폐지되었다.

## 교통

### 도로
- 국도 제1호선

## 참고 문헌
- 가도카와 일본 지명 대사전 22 静岡県